# Liste der Biografien/Fan
Liste der Biografien |
Portal Biografien |
Personensuche
# |
A |
B |
C |
D |
E |
F |
G |
H |
I |
J |
K |
L |
M |
N |
O |
P |
Q |
R |
S |
T |
U |
V |
W |
X |
Y |
Z |
?
 
Fa |
Fe |
Ff |
Fh |
Fi |
Fj |
Fk |
Fl |
Fm |
Fn |
Fo |
Fr |
Ft |
Fu |
Fy
 
Faa |
Fab |
Fac |
Fad |
Fae |
Faf |
Fag |
Fah |
Fai |
Faj |
Fak |
Fal |
Fam |
Fan |
Fao |
Fap |
Faq |
Far |
Fas |
Fat |
Fau |
Fav |
Faw |
Fax |
Fay |
Faz
Die Liste der Biografien führt alle Personen auf, die in der deutschsprachigen Wikipedia einen Artikel haben. Dieses ist eine Teilliste mit 325 Einträgen von Personen, deren Namen mit den Buchstaben „Fan“ beginnt.

## Fan
- Fan Chuo, chinesischer Historiker der Tang-Dynastie
- Fan Ji, Ehefrau des chinesischen Königs Zhuang von Chu
- Fan Yunjie (* 1972), chinesische Fußballspielerin
- Fan Zhengyi (* 2001), chinesischer Snookerspieler
- Fan Zhongyan (989–1052), chinesischer Politiker und Schriftsteller der Song-Dynastie
- Fan, Bingbing (* 1981), chinesische Schauspielerin und SängerinFan Bingbing (* 1981)

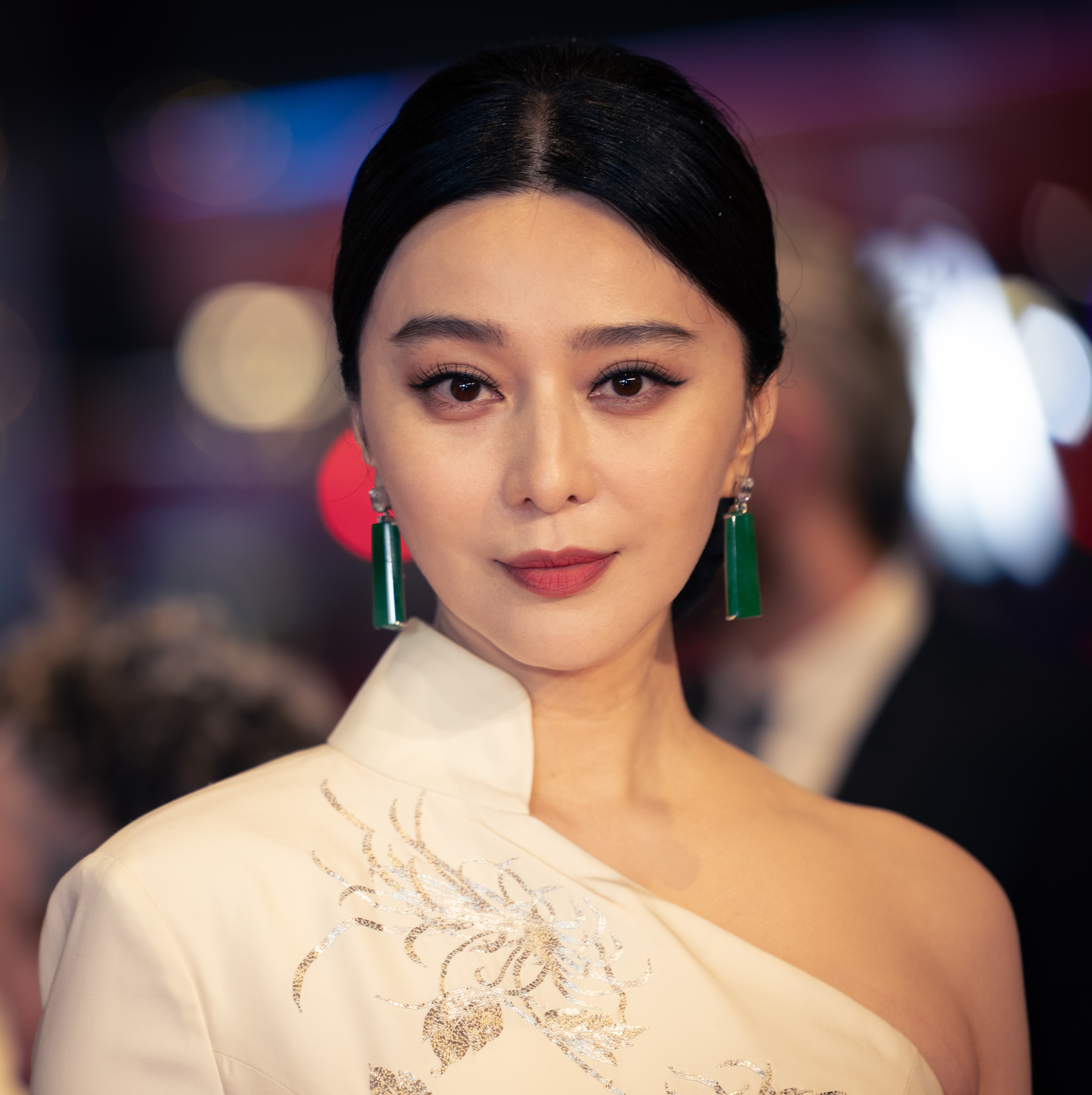
Fan Bingbing (* 1981)

- Fan, Changlong (* 1947), chinesischer Politiker und General in der Volksrepublik China
- Fan, Changmao (* 1963), chinesischer Tischtennisspieler
- Fan, Chunling (* 1972), chinesische Fußballspielerin
- Fan, Jianhong (* 1958), chinesischer Rechtswissenschaftler und Hochschullehrer
- Fan, Joel (* 1969), US-amerikanischer Pianist
- Fan, Joseph Zhongliang (1918–2014), chinesischer römisch-katholischer Bischof in der Diözese Shanghai
- Fan, Kexin (* 1993), chinesische Shorttrackerin
- Fan, Ky (1914–2010), chinesisch-amerikanischer Mathematiker
- Fan, Li, chinesischer Politiker und Denker während der Zeit der Frühlings- und Herbstannalen
- Fan, Pengfei (* 1992), chinesischer Sänger, Songwriter und Pop-Musiker
- Fan, Popo (* 1985), chinesischer Filmregisseur, Filmkritiker und LGBT-Aktivist
- Fan, Rita (* 1945), chinesische Politikerin, Präsidentin der gesetzgebenden Versammlung (LegCo) von Hongkong
- Fan, Shanhui (* 1972), chinesisch-US-amerikanischer Physiker und Elektroingenieur
- Fan, Siqi (* 1998), chinesische Tischtennisspielerin
- Fan, Tianrui (* 2002), chinesischer Sprinter
- Fan, William (* 1987), deutscher Modedesigner
- Fan, Ye (398–445), chinesischer Historiker
- Fan, Ying (* 1986), chinesische Tischtennisspielerin
- Fan, Zhendong (* 1997), chinesischer TischtennisspielerFan Zhendong (* 1997)

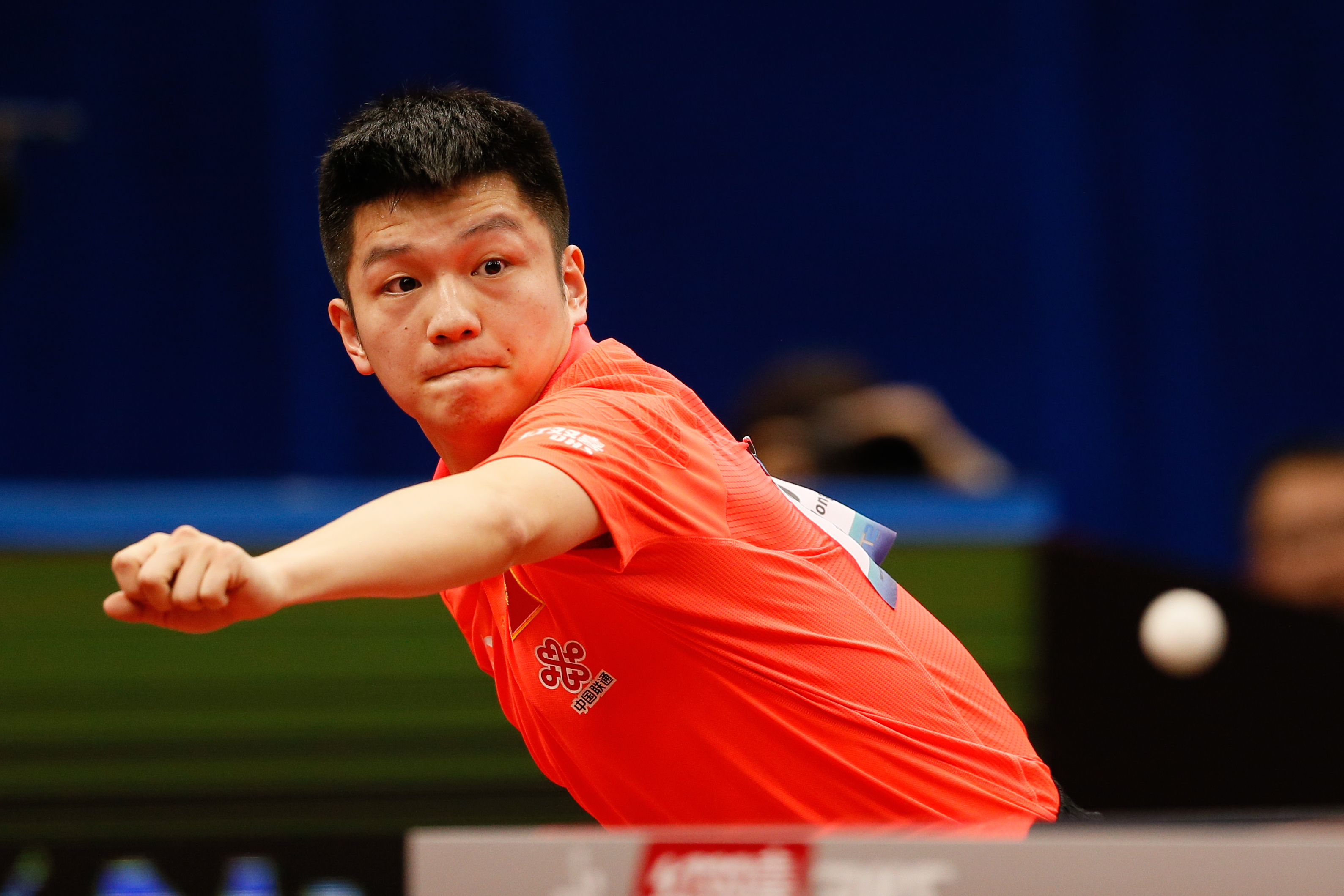
Fan Zhendong (* 1997)

- Fan, Zhiyi (* 1969), chinesischer Fußballspieler und -trainer

### Fana
- Faña Frías, Jonathan (* 1987), dominikanischer Fußballspieler
- Fana, Mzonke (* 1973), südafrikanischer Boxer im Superfedergewicht und Normalausleger
- Fanache, Vasile (1934–2013), rumänischer Romanist und Rumänist
- Fanai, Angelika (* 1962), deutsche Schauspielerin
- Fanaj, Ylfete (* 1982), Schweizer Politikerin (SP)
- Fanara, Thomas (* 1981), französischer Skirennläufer
- Fanart, Antonin (1831–1903), französischer Landschaftsmaler

### Fanc
- Fancan, François Dorval-Langlois de († 1628), französischer Geheimagent Kardinal Richelieus
- Fancelli, Cosimo (1618–1688), italienischer Bildhauer
- Fancelli, Domenico (1469–1519), italienischer Bildhauer
- Fancelli, Luca, Florentiner Baumeister
- Fancelli, Pandolfo († 1526), italienischer Bildhauer
- Fancelli, Paolo (* 1964), Schweizer Industriedesigner
- Fancher, Frederick B. (1852–1944), US-amerikanischer Politiker
- Fancher, Hampton (* 1938), US-amerikanischer Drehbuchautor und Schauspieler
- Fanchini, Elena (1985–2023), italienische Skirennläuferin
- Fanchini, Nadia (* 1986), italienische Skirennläuferin
- Fanchini, Sabrina (* 1988), italienische Skirennläuferin
- Fanchone, Jean-Alain (* 1988), französischer Fußballspieler
- Fanck, Arnold (1889–1974), deutscher Geologe, Fotograf, Kameramann, Filmproduzent und -regisseur, Drehbuch- und BuchautorArnold Fanck (1889–1974)

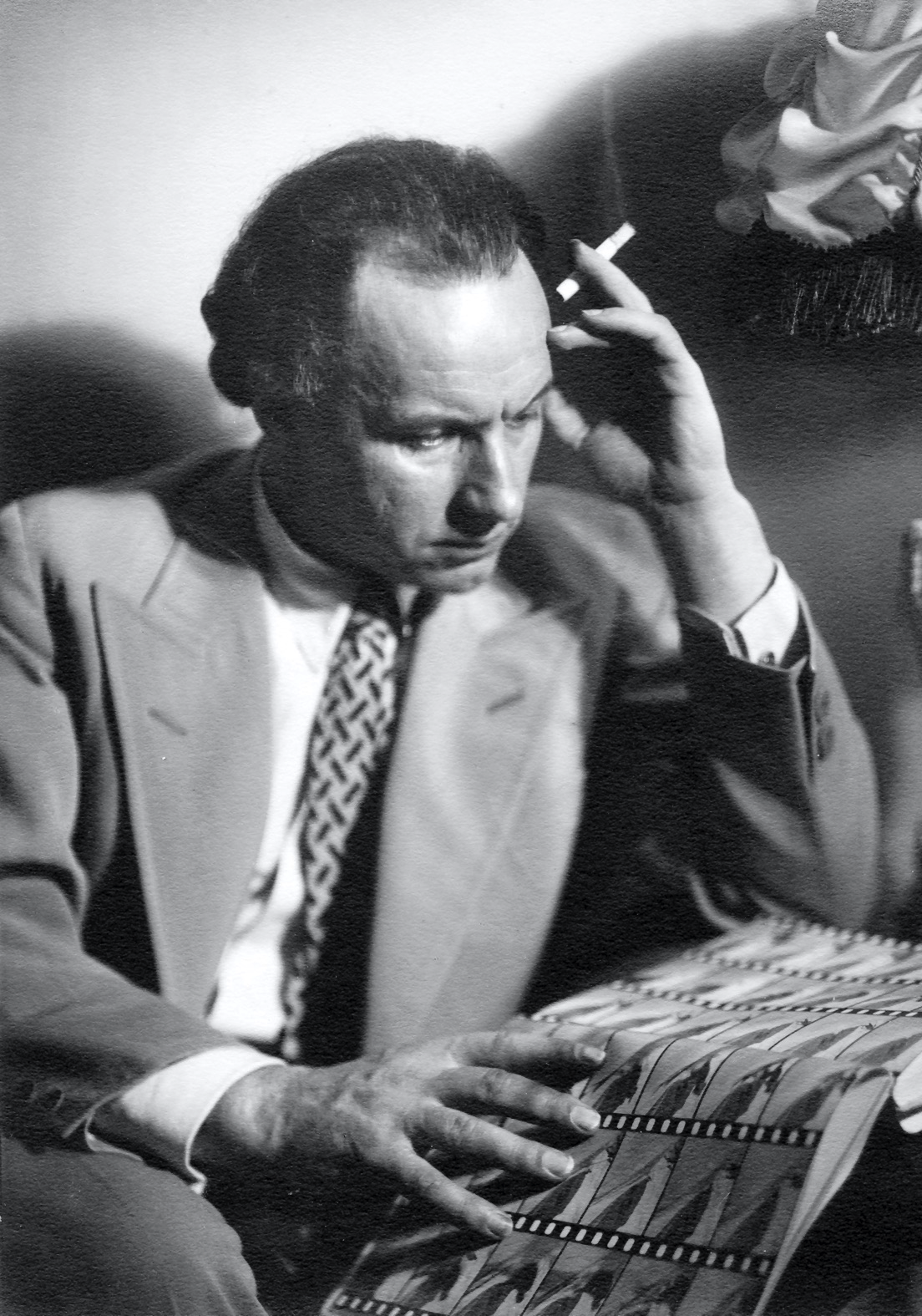
Arnold Fanck (1889–1974)

- Fanck, Arnold Ernst (1919–1994), deutscher Filmdarsteller, Kinderdarsteller, Kameraassistent und Fotograf
- Fanck, Christoph Friedrich (1846–1906), deutscher Kaufmann
- Fanckel, Servatius († 1508), Geistlicher
- Fanconi, Guido (1892–1979), Schweizer Kinderarzt
- Fanconi, Peter (* 1967), Schweizer Manager
- Fančovičová, Hana (* 2004), slowakische Eishockeyspielerin
- Fancutt, Daphne (1933–2020), australische Tennisspielerin
- Fancutt, Thomas (* 1995), australischer Tennisspieler
- Fancutt, Trevor (1934–2022), südafrikanischer Tennisspieler
- Fancy (* 1946), deutscher Musiker, Sänger und MusikproduzentFancy (* 1946)

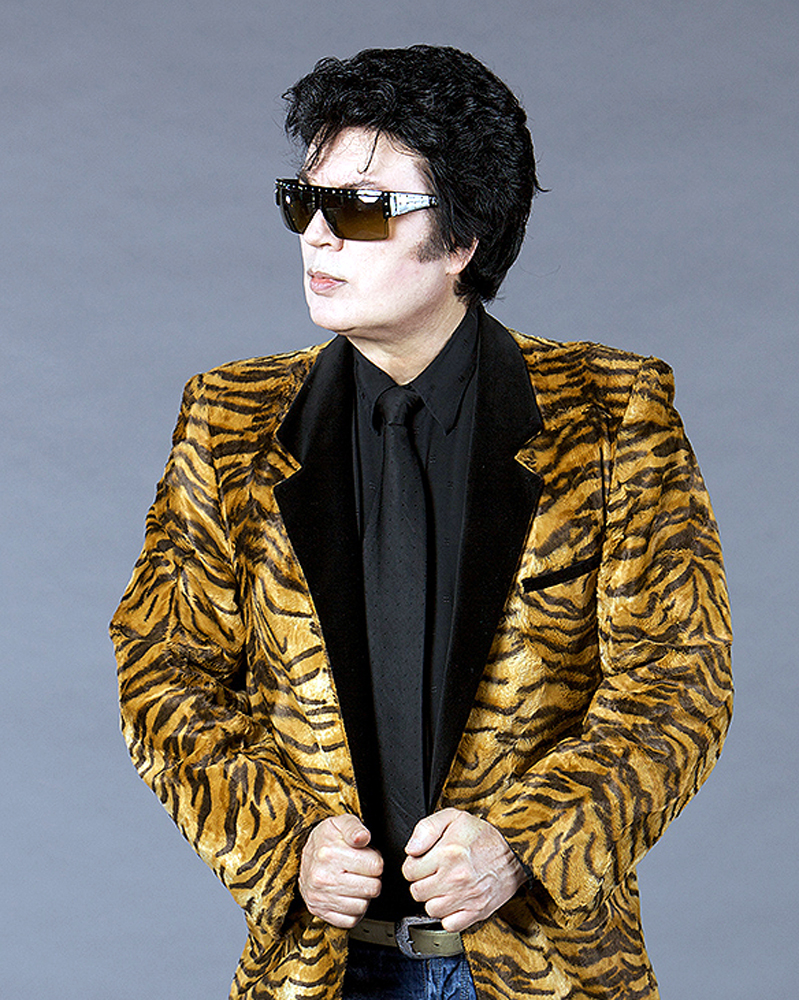
Fancy (* 1946)

- Fancy, Amani (* 1997), britische Eiskunstläuferin
- Fancy, Brett (* 1964), britischer Film- und Fernsehschauspieler

### Fand
- Fandakowa, Jordanka (* 1962), bulgarische Politikerin
- Fandango (* 1981), amerikanischer Wrestler
- Fandel, Günter (* 1943), deutscher Wirtschaftswissenschaftler
- Fandel, Herbert (* 1964), deutscher FußballschiedsrichterHerbert Fandel (* 1964)

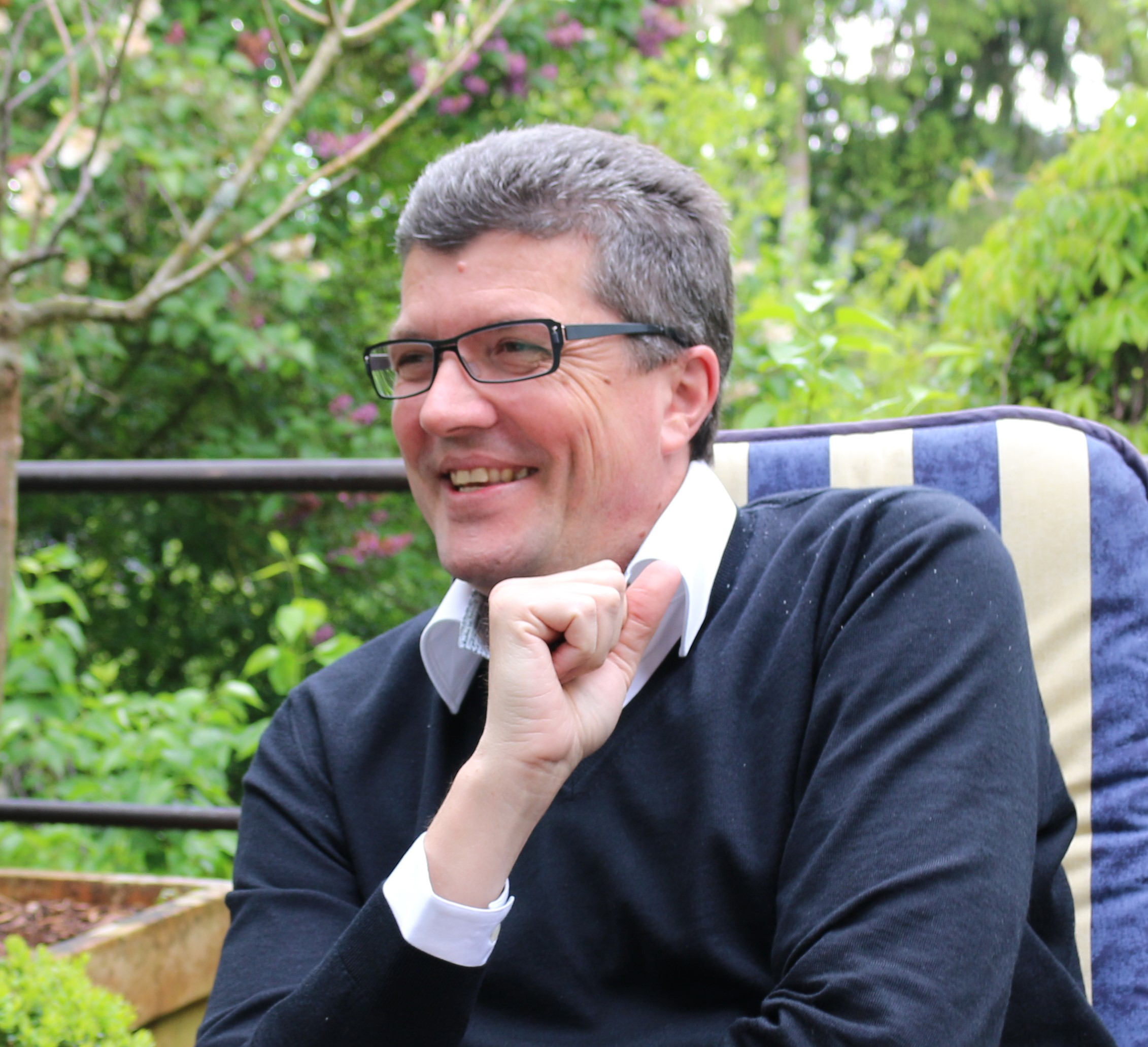
Herbert Fandel (* 1964)

- Fandel, Romain (1922–1985), luxemburgischer Politiker (LSAP), Mitglied der Chambre
- Fanderl, Helga (* 1947), deutsche Filmemacherin
- Fanderl, Stephan (* 1963), deutscher Manager
- Fanderl, Wastl (1915–1991), bayerischer Musiker, Volksliedsammler und -vermittler
- Fanderl, Wilhelm (* 1911), nationalsozialistischer Schriftsteller, Journalist, Günstling von NS-Propagandaminister Joseph Goebbels
- Fandermole, Jorge (* 1956), argentinischer Cantautor
- Fandi, Ikhsan (* 1999), singapurisch-südafrikanischer Fußballspieler
- Fandi, Ilhan (* 2002), singapurisch-südafrikanischer Fußballspieler
- Fandi, Irfan (* 1997), singapurischer Fußballspieler
- Fandi, Iryan (* 2006), singapurischer Fußballspieler
- Fandiño, Soledad (* 1982), argentinische Film- und Theaterschauspielerin
- Fandler, Florian (* 1987), deutscher Wasserspringer
- Fándly, Juraj (1750–1811), slowakischer Schriftsteller und Priester
- Fandrey, Gudrun, deutsche Handballspielerin
- Fandrey, Harry (1922–1987), deutscher Politiker (SPD), MdBB
- Fandrich, Clemens (* 1991), deutscher Fußballspieler
- Fandrich, Holger (* 1965), deutscher Fußballspieler
- Fandrych, Christian (* 1961), deutscher Linguist
- Fandrych, Sabine (* 1968), deutsche Politikwissenschaftlerin
- Fanduls, Vjačeslavs (* 1969), lettischer Eishockeyspieler

### Fane
- Fane, Alfred (1911–1942), britischer Autorennfahrer und Militärpilot
- Fane, Anthony, 16. Earl of Westmorland (* 1951), britischer Peer und Politiker
- Fane, David (* 1966), neuseeländischer Schauspieler
- Fane, John, 7. Earl of Westmorland († 1762), britischer General, Peer und Politiker
- Fane, Julian (1927–2009), britischer Schriftsteller
- Fane, Rika (* 2004), tschechische Pornodarstellerin
- Fane, Thomas, 8. Earl of Westmorland (1701–1771), britischer Peer und Politiker
- Fane-Trefusis, Gerard, 22. Baron Clinton (1934–2024), britischer Peer, Politiker und Großgrundbesitzer
- Fanelli, Alison (* 1979), US-amerikanische Schauspielerin
- Fanelli, Antonio (* 1966), italienischer Radrennfahrer
- Fanelli, Ciro (* 1964), italienischer Geistlicher, römisch-katholischer Bischof von Melfi-Rapolla-Venosa
- Fanelli, Gary (* 1950), amerikanisch-samoanischer Leichtathlet
- Fanelli, Giuseppe (1827–1877), Anarchist und Revolutionär
- Fanelli, Ivan (* 1978), italienischer Radrennfahrer
- Fanelli, Michele (1907–1989), italienischer Marathonläufer
- Faner, Emre (* 1994), türkischer Eishockeyspieler
- Faner, Fatih (* 1997), türkischer Eishockeyspieler
- Fanetri, Lindaweni (* 1990), indonesische Badmintonspielerin
- Fanetti, Felice (1914–1974), italienischer Ruderer
- Fanetti, Pasquale (* 1937), italienischer Kameramann und Pornofilmregisseur
- Faneuil, Peter (1700–1743), amerikanischer Kaufmann

### Fanf
- Fanfani, Amintore (1908–1999), italienischer Politiker, Mitglied der Camera dei deputatiAmintore Fanfani (1908–1999)

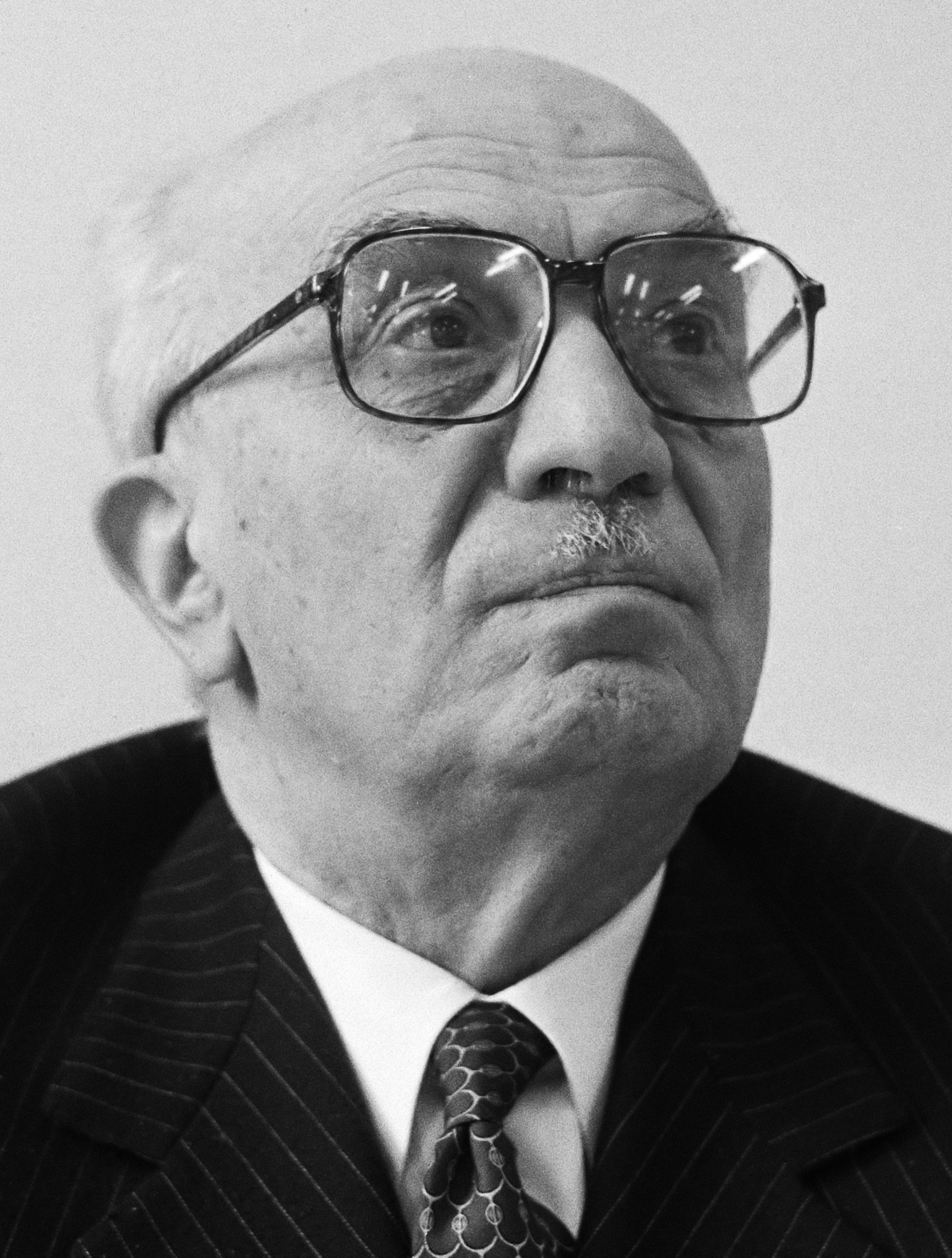
Amintore Fanfani (1908–1999)

- Fanfani, Pietro (1815–1879), Dichter
- Fanfant, Roger (1900–1966), französischer Musiker (Akkordeon, Violine) und Bandleader des Jazz und des Biguine
- Fanfulla (1913–1971), italienischer Schauspieler

### Fang
- Fang Fang (* 1955), chinesische Schriftstellerin
- Fang, Bo (* 1992), chinesischer Tischtennis-Nationalspieler
- Fang, Chieh-min (* 1986), taiwanischer Badmintonspieler (Republik China)
- Fang, Fenghui (* 1951), chinesischer Offizier, General (shang jiang) der Volksbefreiungsarmee
- Fang, Frank (* 1930), US-amerikanischer Physiker
- Fang, Kaixiang (* 1940), chinesischer Badmintonspieler
- Fang, Lijun (* 1963), chinesischer Künstler
- Fang, Lizhi (1936–2012), chinesischer Astrophysiker und Hochschullehrer
- Fang, Weigui (* 1957), chinesischer Komparatist, Sinologe und Literatur-Übersetzer
- Fang, Xiongman (* 1993), chinesischer Snookerspieler
- Fang, Xuanling (579–648), chinesischer Offizier, Politiker und Historiker
- Fang, Yan (* 1979), chinesische Fußballschiedsrichterassistentin
- Fang, Yaoqing (* 1996), chinesischer Dreispringer
- Fang, Yi (1916–1997), chinesischer Politiker in der Volksrepublik China
- Fang, Yuan (* 1982), chinesische Pianistin
- Fang, Yuting (* 1989), chinesische Bogenschützin
- Fang, Zhaoling (1914–2006), chinesische Malerin
- Fang, Zheng (* 1966), chinesischer Dissident
- Fangareggi, Ugo (1938–2017), italienischer Schauspieler
- Fangauer, Georg M. (1887–1956), deutsch-US-amerikanischer Geistlicher
- Fangauer, Paschalis (1882–1950), deutscher Benediktinermönch und Märtyrer
- Fangauf, Henning (* 1954), stellvertretender Direktor des Kinder- und Jugendtheaterzentrums in der BRD in Frankfurt am Main
- Fangel, Camilla (* 1992), dänische Handballspielerin
- Fänger, Dieter (1925–2016), deutscher Fechter, deutscher Meister und Olympiateilnehmer
- Fanger, Ingeborg (1921–2008), deutsche Opernsängerin (Sopran) und Tänzerin
- Fanger, Ole (1934–2006), dänischer Ingenieur
- Fanger, Paul (1889–1945), deutscher Admiral im Zweiten Weltkrieg
- Fanger, Peter (1946–2020), deutscher Dirigent
- Fanger, Remo (* 1974), Schweizer Politiker (SVP)
- Fänger, Rosalie (1900–2000), deutsche Politikerin (KPD), MdL
- Fanger, Thomas (1962–2022), deutscher (Elektronik)-Musiker
- Fangerau, Heiner (* 1972), deutscher Medizinhistoriker und Medizinethiker
- Fangh, Desiderius (1876–1947), österreichischer Maler
- Fanghänel, Bettina (* 1975), deutsche Diplomatin
- Fanghänel, Egon (1935–2023), deutscher Chemiker
- Fanghänel, Günter (* 1935), deutscher Mathematikdidaktiker, Sachbuchautor und Kriminalromanschriftsteller
- Fanghänel, Jochen (1939–2024), deutscher Anatom und Hochschullehrer
- Fanghänel, Jürgen (* 1951), deutscher Boxer
- Fangio, Juan Manuel (1911–1995), argentinischer AutomobilrennfahrerJuan Manuel Fangio (1911–1995)

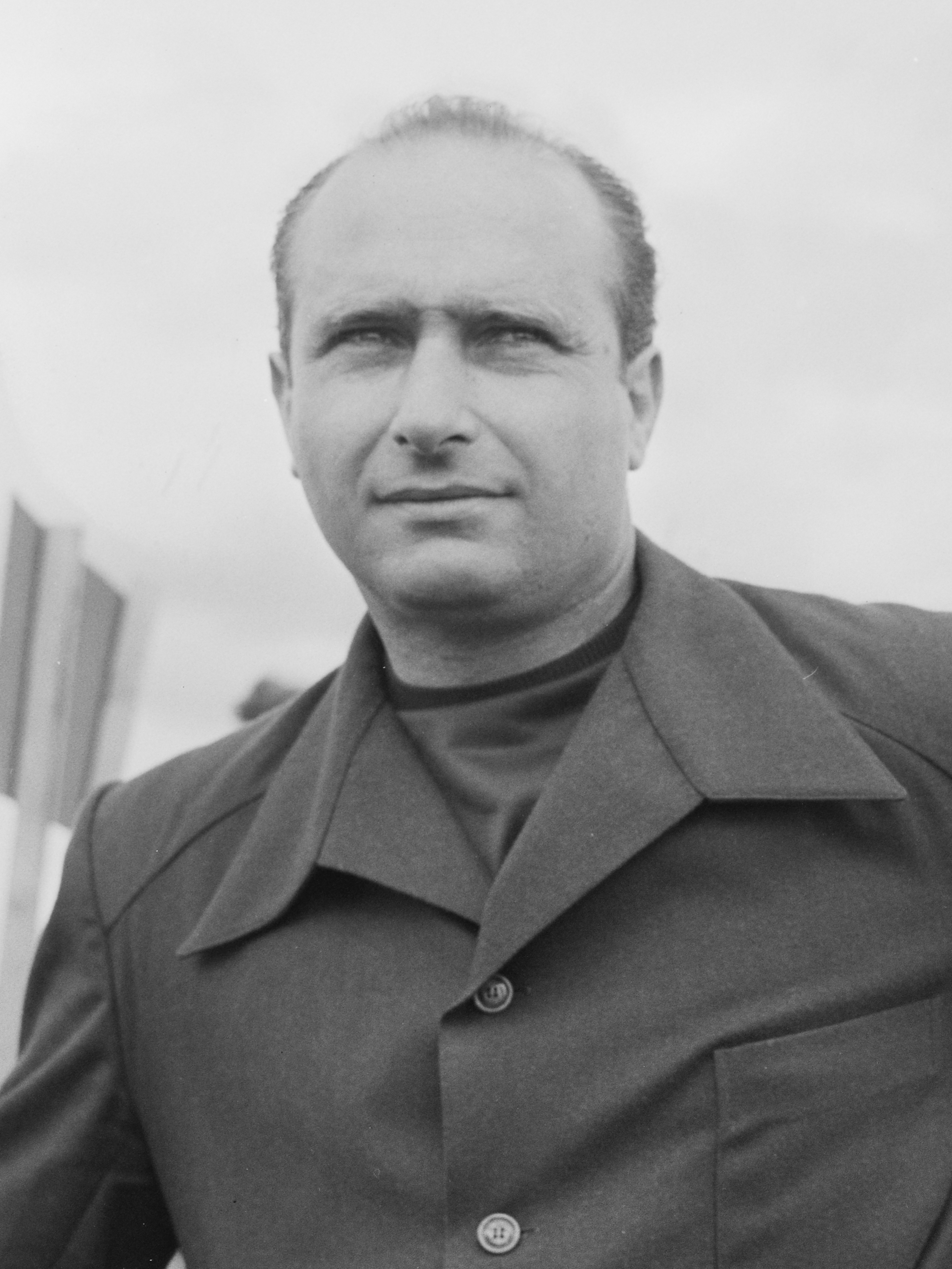
Juan Manuel Fangio (1911–1995)

- Fangio, Juan Manuel (* 1956), argentinischer Autorennfahrer
- Fangio, Vic (* 1958), US-amerikanischer American-Football-Trainer
- Fangmann, Helmut (1943–1996), deutscher Jurist und Hochschullehrer
- Fangmeier, Jürgen (1931–2013), deutscher Theologe, Professor für Systematische Theologie
- Fangmeier, Stefen (* 1960), US-amerikanischer Filmregisseur und Visual Effects Artist
- Fangohr, Friedrich (1899–1956), deutscher General der Infanterie
- Fangor, Wojciech (1922–2015), polnischer Maler, Grafiker, Bildhauer und Plakatkünstler
- Fangueiro, Carlos (* 1976), portugiesischer Fußballspieler und -trainer

### Fani
- Fani, Razeq (1943–2007), afghanischer Dichter und Schriftsteller aus dem Volk der Tadschiken
- Fani, Skender (1940–2023), österreichischer Spielerberater und Geschäftsführer
- Fani-Kayode, Rotimi (1955–1989), nigerianisch-britischer Fotokünstler und Aktivist in der AIDS-Arbeit
- Fanìa, Antonio Maria (1804–1880), italienischer römisch-katholischer Theologe, Bischof von Potenza und Marsico Nuovo
- Faniel, Eyob (* 1992), italienischer Leichtathlet eritreischer Herkunft
- Faniello, Claudia (* 1988), maltesische Sängerin
- Faniello, Fabrizio (* 1981), maltesischer Popsänger
- Fanier, Alexandrine (1745–1821), Bühnenschauspielerin
- Fanini, Michela (1973–1994), italienische Radrennfahrerin
- Fanini, Nilson (1932–2009), brasilianischer Baptistenpastor und Präsident des Weltbundes der Baptisten
- Fanis, Jean (1924–2012), belgischer Jazzmusiker
- Fanis, Mouad El (* 2004), belgischer Fußballspieler
- Fanizadeh, Andreas (* 1963), österreichischer Journalist

### Fank
- Fank, Elke (* 1934), deutsche Politikerin (SPD) und MdHB
- Fank, Kevin (* 1987), deutscher Automobilrennfahrer
- Fank, Maria (* 1989), deutsche NPD-Aktivistin, Vorsitzende des Rings Nationaler Frauen
- Fank, Max (1899–1978), deutscher Politiker (SPD, SED)
- Fankhänel, Heinz (1927–1995), deutscher Entomologe und Hochschullehrer
- Fankhänel, Udo (* 1965), deutscher Fußballspieler
- Fankhauser, Alexander (* 1974), österreichischer Koch
- Fankhauser, Alfred (1890–1973), Schweizer Schriftsteller und Astrologe
- Fankhauser, Alfred (1911–1979), Schweizer Politiker (BGB)
- Fankhauser, Angeline (* 1936), Schweizer Politikerin (SP)
- Fankhauser, Clemens (* 1985), österreichischer Radrennfahrer
- Fankhauser, Daniel (* 1992), österreichischer American-Football-Spieler
- Fankhauser, Diana (* 1996), Schweizer Sportlerin in der Sportart Schwingen
- Fankhauser, Eduard (1904–1998), Schweizer Lebensreformer, Naturist und Verleger
- Fankhauser, Frank (* 1964), deutscher Basketballspieler
- Fankhauser, Franz (1883–1959), Schweizer Romanist, Lehrer und Autor
- Fankhauser, Gottfried (1870–1962), Sonntagsschulpädagoge, Schriftsteller und Präsident der Evangelischen Gesellschaft
- Fankhauser, Horst (* 1944), österreichischer Bergsteiger
- Fankhauser, Luca (* 2002), Schweizer Unihockeyspieler
- Fankhauser, Magdalena (* 1995), österreichische Biathletin
- Fankhauser, Peter (* 1960), Schweizer Geschäftsmann
- Fankhauser, Philipp (* 1964), schweizerischer Bluesmusiker, Songwriter und MusikproduzentPhilipp Fankhauser (* 1964)

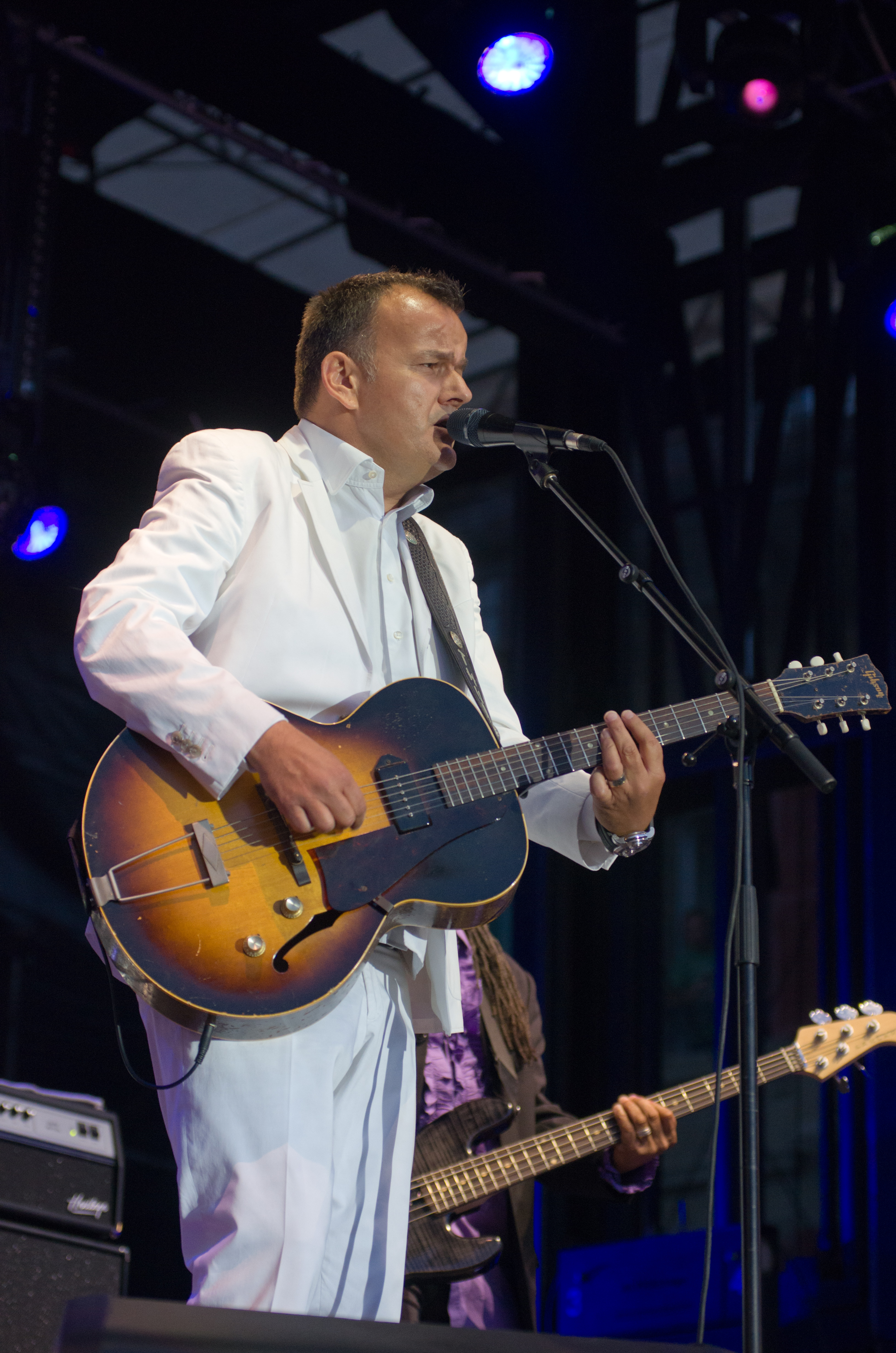
Philipp Fankhauser (* 1964)

- Fankhauser, Roland (* 1967), Schweizer Rechtswissenschaftler
- Fankhauser, Simon (* 1975), Schweizer Sänger, Musiker und Liedermacher
- Fankhouser, Milt (1915–1970), US-amerikanischer Autorennfahrer
- Fankhouser, Scott (* 1975), US-amerikanischer Eishockeytorwart und -trainer

### Fann
- Fannar Þór Friðgeirsson (* 1987), isländischer Handballspieler
- Fanndís Friðriksdóttir (* 1990), isländische Fußballspielerin
- Fannemann, Balthasar († 1561), deutscher Theologe, Hochschullehrer sowie Weihbischof
- Fannemel, Anders (* 1991), norwegischer Skispringer
- Fannemel, Eline (* 1986), norwegische Biathletin
- Fänner, Gottlieb (1830–1899), k.k. Oberbaurat
- Fänner, Rudolf (1879–1959), österreichischer Bildhauer
- Fanney Inga Birkisdóttir (* 2005), isländische Fußballtorhüterin
- Fanni, Rod (* 1981), französischer Fußballspieler
- Fannia, römische Adlige
- Fannia, römische Adlige, Gattin des Gaius Helvidius Priscus
- Fannin, Eustace (1915–1997), südafrikanischer Tennisspieler
- Fannin, Jody (* 1993), britischer Autorennfahrer
- Fannin, Paul Jones (1907–2002), US-amerikanischer Politiker
- Fanning, Bernard (* 1969), australischer Sänger und Gitarrist (Powderfinger)
- Fanning, Dakota (* 1994), US-amerikanische Schauspielerin, Synchronsprecherin und SängerinDakota Fanning (* 1994)

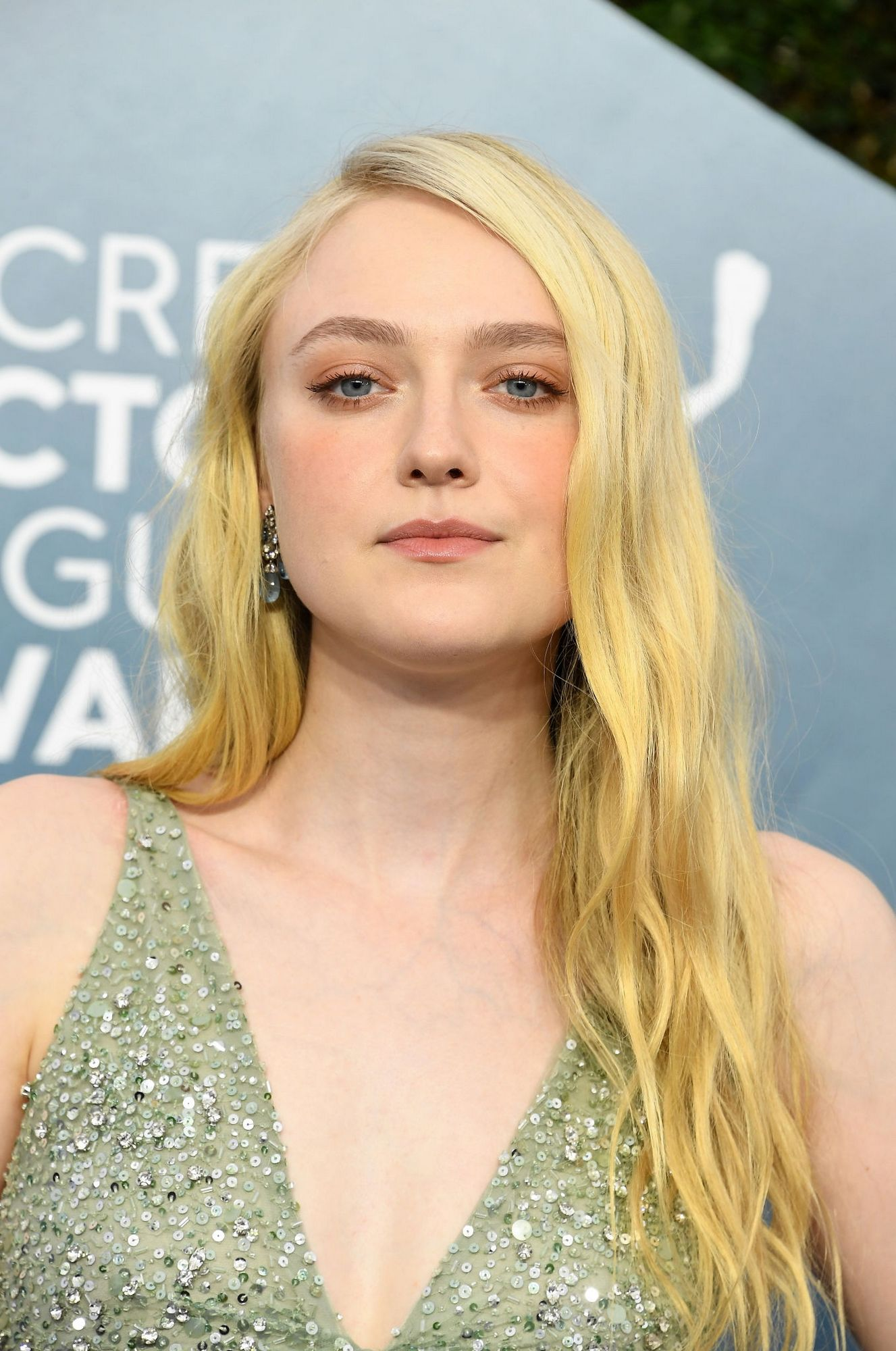
Dakota Fanning (* 1994)

- Fanning, Edmund (1769–1841), US-amerikanischer Entdecker, Forscher und Handelsreisender in der Südsee
- Fanning, Elle (* 1998), US-amerikanische Schauspielerin
- Fanning, Emily (* 1995), neuseeländische Tennisspielerin
- Fanning, Eric (* 1968), US-amerikanischer Regierungsbeamter
- Fanning, John (1903–1982), irischer Politiker (Fianna Fáil)
- Fanning, Mick (* 1981), australischer Surfer
- Fanning, Rossa (* 1976), irischer Attorney General und Prozessanwalt
- Fanning, Shawn (* 1980), US-amerikanischer Softwareentwickler und Internet-UnternehmerShawn Fanning (* 1980)

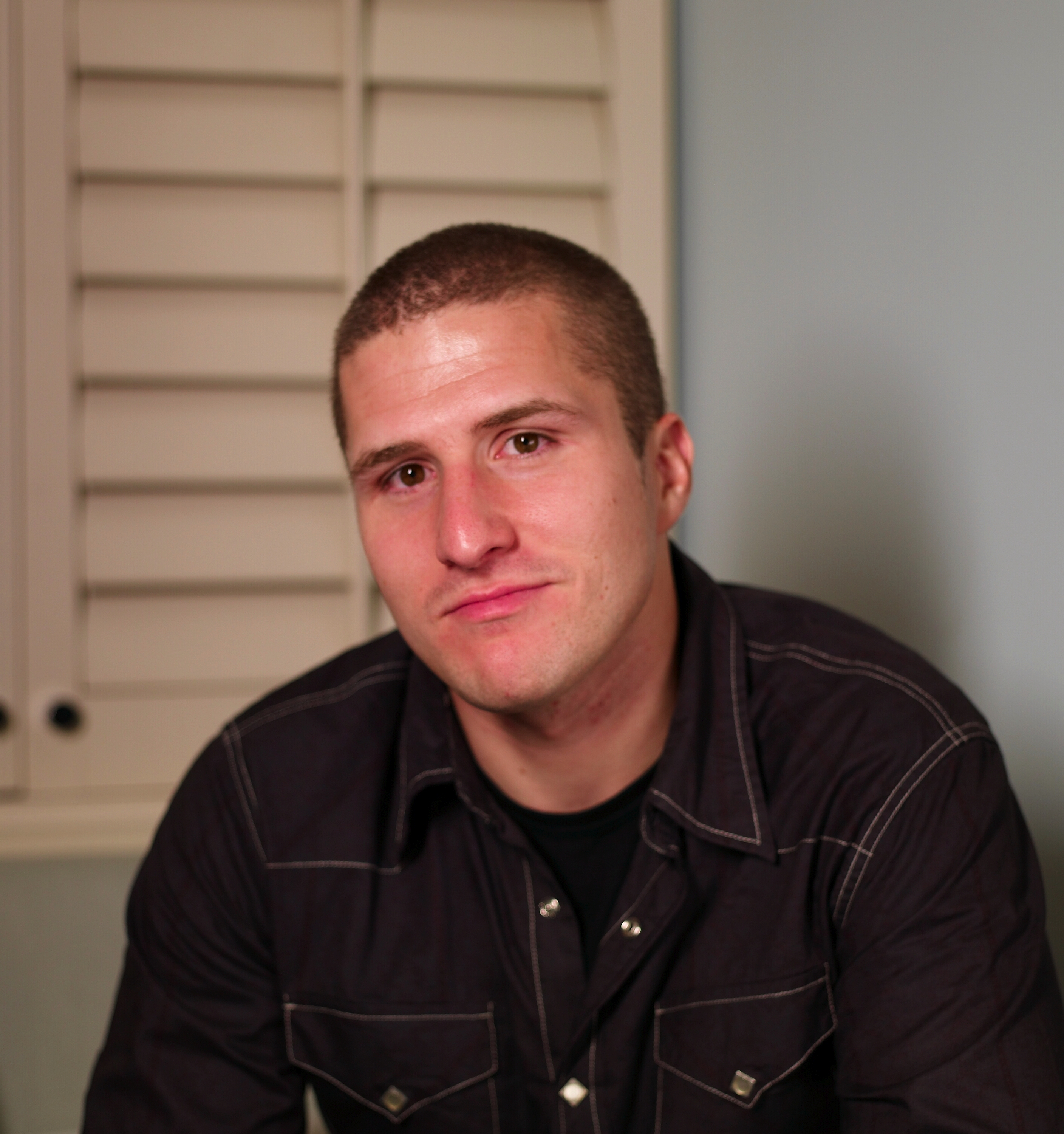
Shawn Fanning (* 1980)

- Fannius Caepio, römischer Adliger, Verschwörer gegen Augustus
- Fannius Strabo, Gaius, römischer Konsul 161 v. Chr.
- Fannius, Gaius, römischer Volkstribun 184 v. Chr.
- Fannius, Gaius, römischer Gerichtsredner und Historiker
- Fannius, Gaius, römischer Politiker, Redner und Annalist, Konsul 122 v. Chr.
- Fannius, Lucius, römischer Feldherr
- Fannius, Marcus, römischer Prätor und Richter
- Fanny (* 1979), französische Sängerin

### Fano
- Fano, Gino (1871–1952), italienischer Mathematiker
- Fano, Guido Alberto (1875–1961), italienischer Komponist, Dirigent und Pianist
- Fano, Johan (* 1978), peruanischer Fußballspieler
- Fano, Nadine (* 1988), deutsche Film- und Fernsehschauspielerin
- Fano, Robert (1917–2016), italienisch-amerikanischer Informatiker, Mitentwickler der Shannon-Fano-Datenkompression
- Fano, Ugo (1912–2001), italienischer theoretischer Physiker
- Fanon, Frantz (1925–1961), französischer Psychiater, Politiker, Schriftsteller und Vordenker der Entkolonialisierung
- Fanou, Arcadius (* 1972), beninischer Sprinter

### Fanq
- Fanque, Pablo (1796–1871), britischer Artist und Zirkusdirektor
- Fanqvist, Anette (* 1969), schwedische Skilangläuferin

### Fans
- Fansa, Hisham (* 1969), deutscher Chirurg und Hochschullehrer
- Fansa, Mamoun (* 1946), syrischer Prähistoriker und Museumsdirektor
- Fansaka Biniama, Bernard Marie (* 1959), kongolesischer römisch-katholischer Geistlicher und Bischof von Popokabaka
- Fanselau, Gerhard (1904–1982), deutscher Geophysiker
- Fanselow, Gisbert (1959–2022), deutscher Linguist
- Fanselow, Sebastian (* 1991), deutscher Tennisspieler
- Fanshawe, David (1942–2010), englischer Komponist
- Fanshawe, Richard (1608–1666), englischer Jurist, Diplomat, Dichter und Übersetzer
- Fanslau, Heinz (1909–1987), deutscher SS-Führer und Verurteilter der Nürnberger ProzesseHeinz Fanslau (1909–1987)

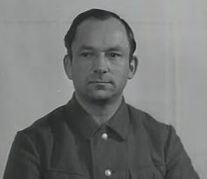
Heinz Fanslau (1909–1987)

- Fanslau, Manfred (* 1929), deutscher Generalleutnant der Bundeswehr
- Fansuri, Hamza, Sufi, Dichter, Sultanat von Aceh

### Fant
- Fant, Christer (* 1953), schwedischer Schauspieler
- Fant, Noah (* 1997), US-amerikanischer Footballspieler
- Fanta, Berta (1865–1918), Frauenrechtlerin in Österreich-Ungarn
- Fanta, Carlos (1890–1964), chilenischer Fußballspieler
- Fanta, Ernst (1878–1939), österreichischer Versicherungsmathematiker
- Fanta, Fritz (1906–1988), österreichischer Architekt
- Fanta, Heinrich (1877–1941), österreichischer Architekt und Hochschullehrer
- Fanta, Josef (1856–1954), tschechischer Architekt
- Fanta, Karl (1851–1937), österreichischer General und Kommandeur der Festungen Zara und Ragusa
- Fanta, Max (1858–1925), Apotheker und Erfinder
- Fanta, Otto (1890–1940), Lehrer und Graphologe
- Fanta, Theodor (1904–1957), deutscher Schriftsteller, Journalist und Fotoreporter
- Fantano, Anthony (* 1985), US-amerikanischer Webvideoproduzent und MusikkritikerAnthony Fantano (* 1985)

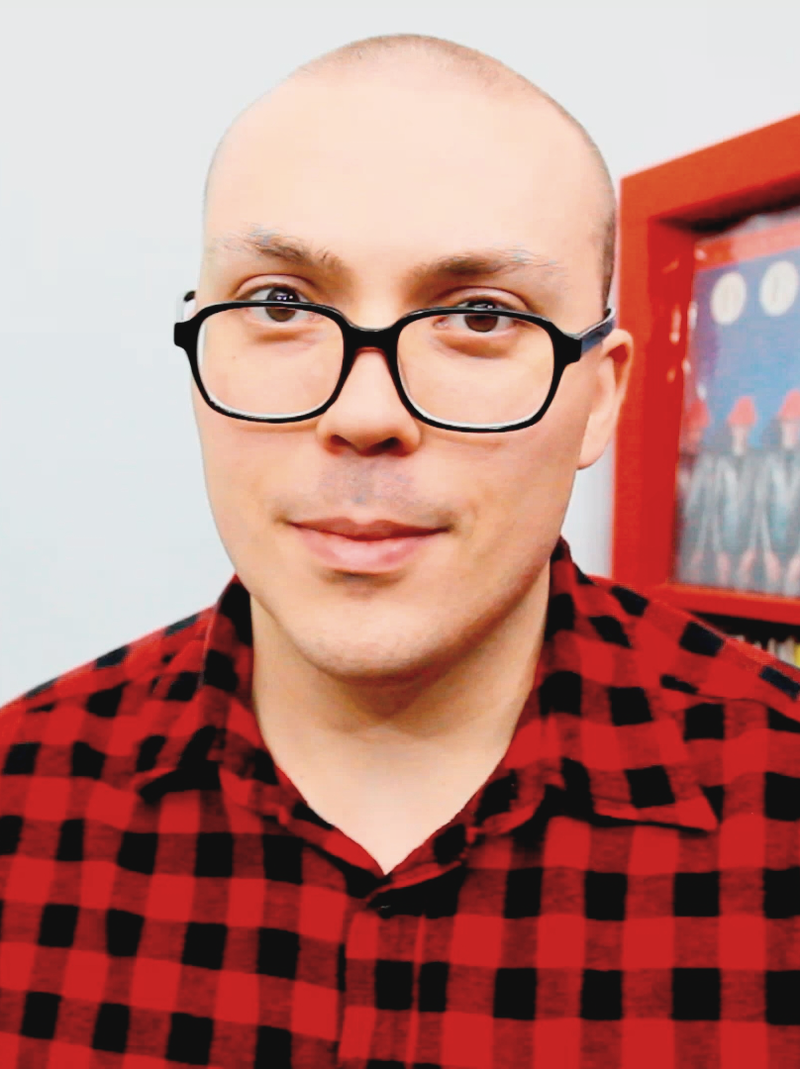
Anthony Fantano (* 1985)

- Fantapié Altobelli, Claudia (* 1962), italienische Wirtschaftswissenschaftlerin
- Fantapié, Henri-Claude (* 1938), französischer Dirigent
- Fantappiè, Luigi (1901–1956), italienischer Mathematiker
- Fantasia, Franco (1924–2002), italienischer Stuntman, Waffenmeister, Regieassistent und Schauspieler
- Fantasio (1936–2017), argentinischer Zauberkünstler
- Fantastic Negrito (* 1968), US-amerikanischer Singer-Songwriter
- Fantastichini, Ennio (1955–2018), italienischer FilmschauspielerEnnio Fantastichini (1955–2018)

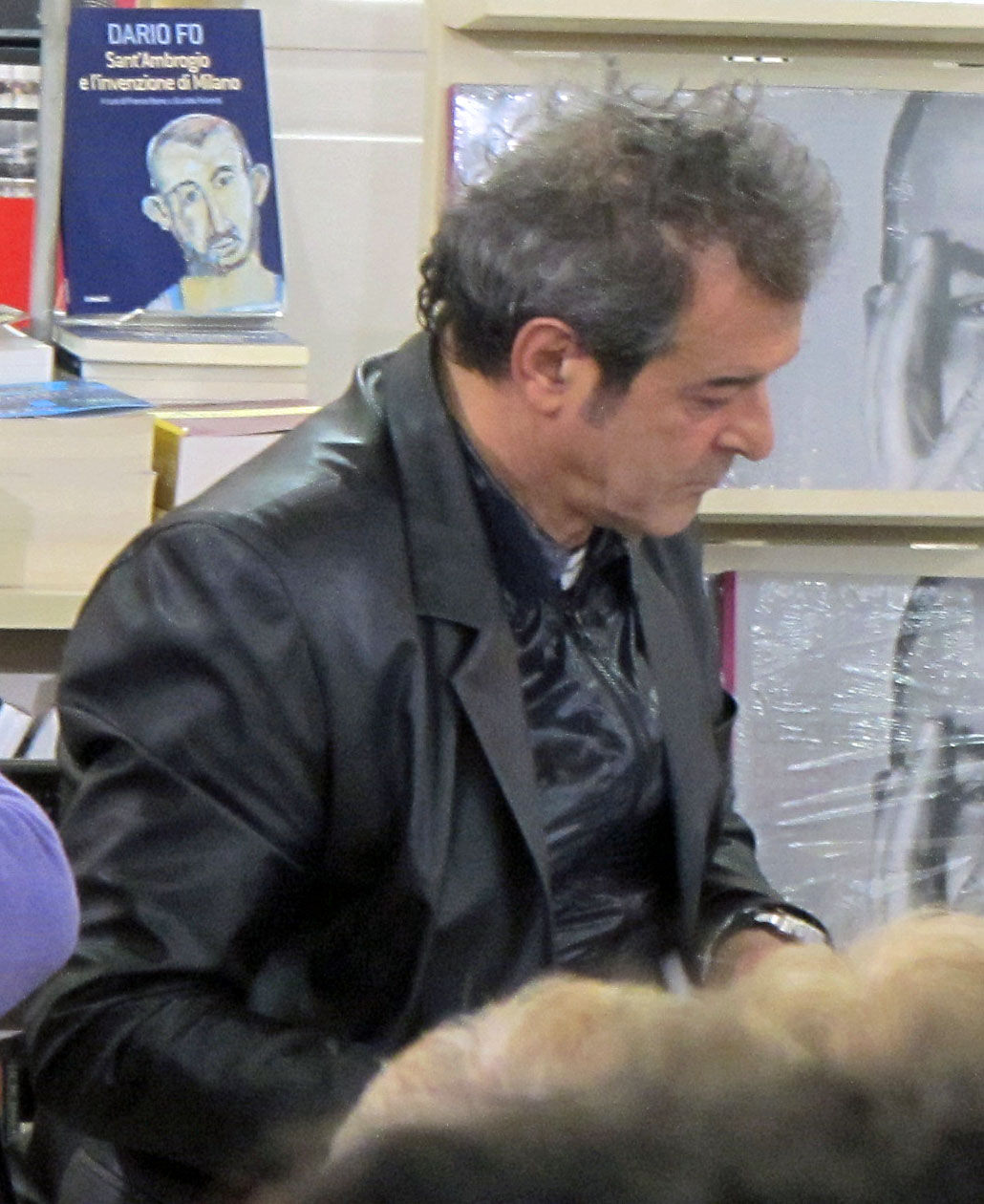
Ennio Fantastichini (1955–2018)

- Fantato, Paola (* 1959), italienische Bogenschützin
- Fantauzzi, Stephanie (* 1987), US-amerikanisches Model, Sängerin und Schauspielerin
- Fantazzi, Charles Emmanuel (* 1930), US-amerikanischer Altphilologe
- Fante, John (1909–1983), US-amerikanischer Schriftsteller
- Fantechi, Barbara (* 1966), italienische Mathematikerin
- Fantela, Šime (* 1986), kroatischer Segler
- Fantenberg, Oscar (* 1991), schwedischer Eishockeyspieler
- Fanteni, Thembinkosi (* 1984), südafrikanischer Fußballspieler
- Fantham, Elaine (1933–2016), britische Klassische Philologin
- Fanthorpe, Lionel (* 1935), britischer Schriftsteller, Fernsehmoderator, Lehrer und Priester
- Fanthorpe, U. A. (1929–2009), britische Dichterin
- Fanti, Francesca, italienische Schauspielerin und Synchronsprecherin
- Fanti, Franco (1924–2007), italienischer Radrennfahrer
- Fanti, Gaetano (1687–1759), italienischer Freskenmaler des Spätbarock
- Fanti, Guido (1925–2012), italienischer Politiker, Mitglied der Camera dei deputati, MdEP
- Fanti, Manfredo (1806–1865), italienischer General
- Fantilli, Adam (* 2004), kanadischer Eishockeyspieler
- Fantin, Mario (1921–1980), italienischer Alpinist, Autor und Dokumentarfilmer
- Fantin, Paolo (* 1981), italienischer Bühnenbildner
- Fantin, Pietro (* 1991), brasilianischer Automobilrennfahrer
- Fantin-Latour, Henri (1836–1904), französischer Maler und LithografHenri Fantin-Latour (1836–1904)

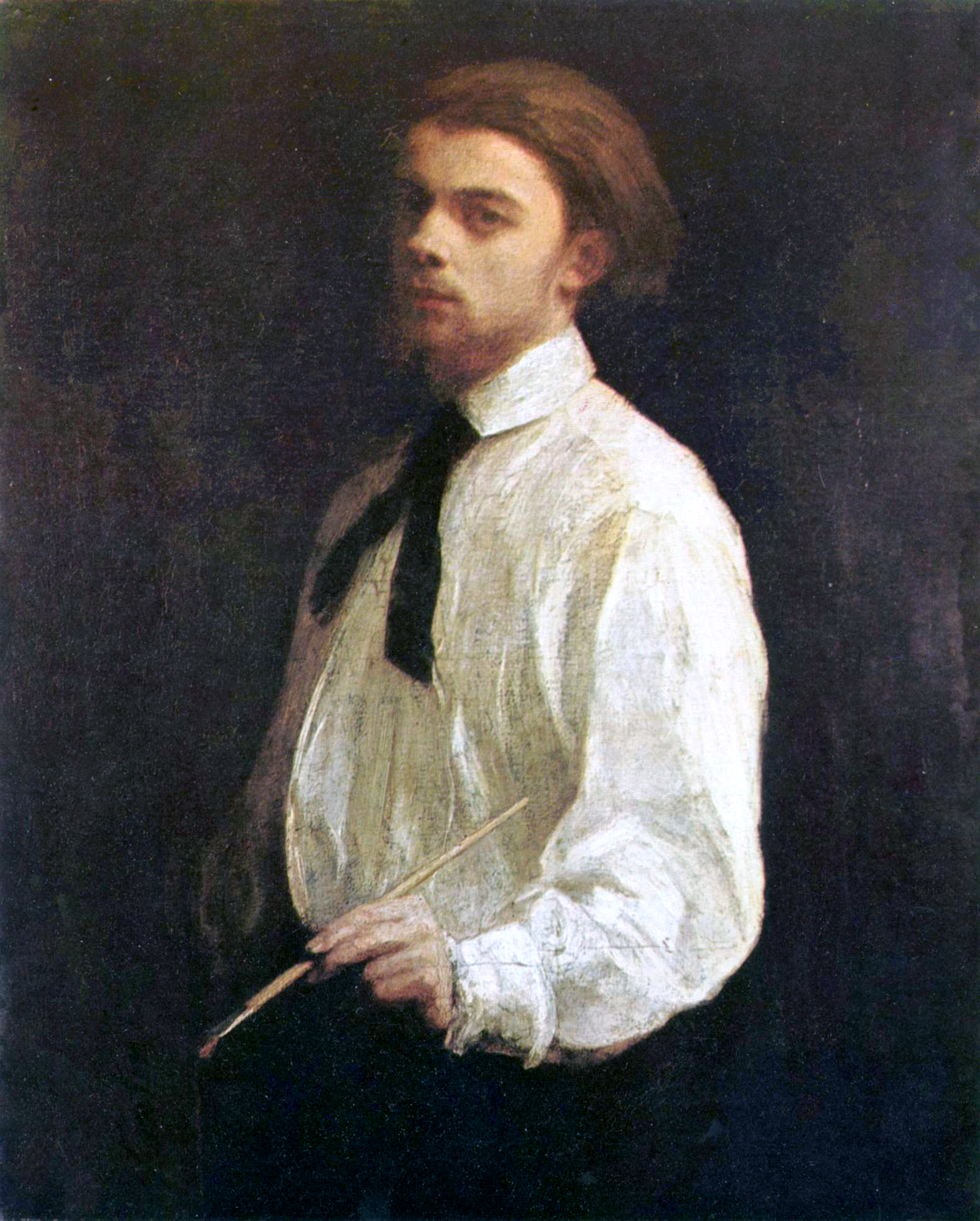
Henri Fantin-Latour (1836–1904)

- Fantini, Akira (* 1998), japanischer Fußballspieler
- Fantini, Alessandro (1932–1961), italienischer Radrennfahrer
- Fantini, Enrico (* 1976), italienischer Fußballspieler
- Fantini, Fernando (1929–2018), Schweizer Jazz- und Unterhaltungsmusiker (Klarinette, Saxophone, Akkordeon)
- Fantini, Girolamo († 1675), italienischer Trompeter und Komponist des Barock
- Fantini, Sara (* 1997), italienische Hammerwerferin
- Fantiš, Antonín (* 1992), tschechischer Fußballspieler
- Fantl, Hanuš (1917–1942), tschechischer Dichter
- Fantl, Jan (* 1954), deutscher Filmproduzent
- Fantl, Pavel (1903–1945), tschechoslowakischer Arzt und Opfer des Holocaust
- Fantl, Thomas (1928–2001), deutscher Filmregisseur und Drehbuchautor
- Fantl-Brumlik, Walter (1924–2019), österreichischer Schlosser, Überlebender des Holocaust und Zeitzeuge
- Fantner, Benedikt (1893–1942), Schriftsteller
- Fanto, Leonhard (1874–1940), österreichischer Maler, Grafiker, Zeichner und Bühnenbildner
- Fanton, André (1928–2025), französischer Politiker, Mitglied der Nationalversammlung und Staatssekretär
- Fanton, Carlo (1910–1999), italienischer römisch-katholischer Geistlicher und Weihbischof in Vicenza
- Fanton, Jonathan (* 1943), US-amerikanischer Historiker
- Fanton, Paolo (* 1991), italienischer Skilangläufer
- Fantone, Elisabetta (* 1982), kanadische Schauspielerin, Model, Künstlerin und Autorin
- Fantoni, Barry (1940–2025), englischer Autor, Maler, Cartoonist und Jazzmusiker
- Fantoni, Cesare (1905–1963), italienischer Schauspieler
- Fantoni, Guido (1919–1974), italienischer Ringer
- Fantoni, João (1905–1982), brasilianischer Fußballspieler
- Fantoni, Marcel (* 1952), Schweizer Berufsoffizier, Brigadier und Psychotherapeut
- Fantoni, Orlando (1917–2002), brasilianischer Fußballspieler und -trainer
- Fantoni, Otávio (1907–1935), brasilianisch-italienischer Fußballspieler
- Fantoni, Sergio (1930–2020), italienischer Schauspieler
- Fantoni, Stefano (* 1945), italienischer Physiker
- Fantosati, Antonino (1842–1900), italienischer China-Missionar und römisch-katholischer Ordensgeistlicher
- Fantouré, Alioum (* 1938), guineischer Schriftsteller französischer Sprache
- Fantusz, Zsuzsanna (* 1933), ungarisch-deutsche Tischtennisspielerin
- Fantuzzi da Bologna, Marco (1405–1479), Priester, Klostervorsteher, Generalvikar
- Fantz, Ursel (* 1963), deutsche Plasmaphysikerin

### Fanu
- Fanucci, Stefano (* 1979), italienischer Fußballspieler

### Fanz
- Fanz, Reinhold (1921–1993), deutscher Fußballspieler
- Fanz, Reinhold (* 1954), deutscher Fußballspieler und -trainerReinhold Fanz (* 1954)

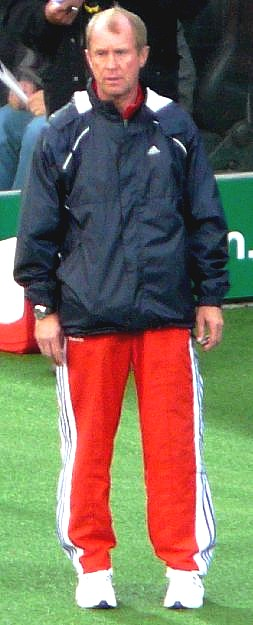
Reinhold Fanz (* 1954)

- Fanzago, Cosimo († 1678), italienischer Bildhauer, Dekorateur und Architekt
- Fanzini, Caterina (* 1985), italienische Volleyballspielerin